# Hemidactylus ophiolepoides
Hemidactylus ophiolepoides är en ödleart som beskrevs av  Lanza 1978. Hemidactylus ophiolepoides ingår i släktet Hemidactylus och familjen geckoödlor. Inga underarter finns listade i Catalogue of Life.